# 阿爾托米拉峰
41°27′49″N 1°11′33″W / 41.46361°N 1.19250°W
阿爾托米拉峰（Cabezo de Altomira），是西班牙的山峰，位於該國北部阿拉貢自治區，處於阿爾法門東北面約4公里，海拔高度575米，山體由石灰岩組成。